# Svarvaren (Ludgo socken, Södermanland)
Svarvaren är en sjö i Nyköpings kommun i Södermanland och ingår i Svärtaåns huvudavrinningsområde. Sjöns area är 0,029 kvadratkilometer och den befinner sig 45 meter över havet.